# Concepción (Venezuela)
Concepción é uma cidade venezuelana, capital do município de La Cañada de Urdaneta.